# Mistrzostwa ASEAN 2010
AFF Suzuki Cup 2010 jest to 8 edycja tego turnieju, który wcześniej rozgrywany był pod nazwami Puchar Tygrysa oraz ASEAN Football Championship. Rozgrywany był w dniach 1 - 29 grudnia 2010. Uczestniczyło w nim 8 azjatyckich reprezentacji.

## Zespoły

### Zakwalifikowane automatycznie
- Mjanma (6. miejsce AFF Suzuki Cup 2008)
- Indonezja (gospodarz)
- Malezja (5. miejsce AFF Suzuki Cup 2008)
- Singapur (3. miejsce AFF Suzuki Cup 2008)
- Tajlandia (2. miejsce AFF Suzuki Cup 2008)
- Wietnam (gospodarz)

### Drużyny z eliminacji
- Filipiny
- Laos

## Wyniki

### Faza grupowa

#### Grupa A
| Reprezentacja | Pkt | M | W | R | P | Br+ | Br- | +/- |
| ------------- | --- | - | - | - | - | --- | --- | --- |
| Indonezja     | 9   | 3 | 3 | 0 | 0 | 13  | 2   | +11 |
| Malezja       | 4   | 3 | 1 | 1 | 1 | 6   | 6   | 0   |
| Tajlandia     | 2   | 3 | 0 | 2 | 1 | 3   | 4   | -1  |
| Laos          | 1   | 3 | 0 | 1 | 2 | 3   | 13  | -10 |

| 1 grudnia 2010 | Tajlandia · Sarayoot Chaikamdee 67', 90+1' | 2:20:0 | Laos · 54' Konekham Inthammvong · 82' Kanlaya Sysomvang | Gelora Bung Karno Stadium, Jakarta |
|                |                                            |        |                                                         |                                    |

| 1 grudnia 2010 | Indonezja · Mohd Asraruddin Putra Omar 22' (sam.) · Cristian Gonzáles 33' · Muhammad Ridwan 52' · Arif Suyono 76' · Irfan Bachdim 90+4' | 5:12:1 | Malezja · 18' Norshahrul Idlan Talaha | Gelora Bung Karno Stadium, Jakarta |
|                | |        |                                       |                                    |

| 4 grudnia 2010 | Tajlandia | 0:0 | Malezja | Gelora Bung Karno Stadium, Jakarta |
|                |           |     |         |                                    |

| 4 grudnia 2010 | Laos | 0:60:2 | Indonezja · 28' (k), 51' Firman Utina · 33' Muhammad Ridwan · 63' Irfan Bachdim · 77' Arif Suyono · 82' Oktovianus Maniani | Gelora Bung Karno Stadium, Jakarta |
|                |      |        | |                                    |

| 7 grudnia 2010 | Malezja · Mohd Amri Yahyah 4', 41' · Mohd Amirul Hadi Zainal 74' · Norshahrul Idlan Talaha 77' · Mahali Jasuli 90+1' | 5:12:1 | Laos · 8' Lamnao Singto | Gelora Sriwijaya Stadium, Palembang |
|                | |        |                         |                                     |

| 7 grudnia 2010 | Indonezja · Bambang Pamungkas 82' (k), 90+1' (k) | 2:10:0 | Tajlandia · 69' Suree Sukha | Gelora Bung Karno Stadium, Jakarta |
|                |                                                  |        |                             |                                    |

#### Group B
| Reprezentacja | Pkt | M | W | R | P | Br+ | Br- | +/- |
| ------------- | --- | - | - | - | - | --- | --- | --- |
| Wietnam       | 6   | 3 | 2 | 0 | 1 | 8   | 3   | +5  |
| Filipiny      | 5   | 3 | 1 | 2 | 0 | 3   | 1   | +2  |
| Singapur      | 4   | 3 | 1 | 1 | 1 | 3   | 3   | 0   |
| Mjanma        | 1   | 3 | 0 | 1 | 2 | 2   | 9   | -7  |

| 2 grudnia 2010 | Singapur · Aleksandar Đurić 65' | 1:10:0 | Filipiny · 90+3' Christopher Greatwich | Stadion Narodowy Mỹ Đình, Hanoi |
|                |                                 |        |                                        |                                 |

| 2 grudnia 2010 | Wietnam · Nguyễn Anh Đức 13', 66' · Nguyễn Minh Phương 30' · Lê Tấn Tài 51' · Nguyễn Trọng Hoàng 73', 83' · Nguyễn Vũ Phong 90+4' | 7:12:1 | Mjanma · 16' Aung Kyaw Moe | Stadion Narodowy Mỹ Đình, Hanoi |
|                | |        |                            |                                 |

| 5 grudnia 2010 | Singapur · Aleksandar Đurić 62' · Agu Casmir 90+4' | 2:10:1 | Mjanma · 13' Khin Maung Lwin | Stadion Narodowy Mỹ Đình, Hanoi |
|                |                                                    |        |                              |                                 |

| 5 grudnia 2010 | Filipiny · Christopher Greatwich 38' · Phil Younghusband 79' | 2:01:0 | Wietnam | Stadion Narodowy Mỹ Đình, Hanoi |
|                |                                                              |        |         |                                 |

| 8 grudnia 2010 | Mjanma | 0:0 | Filipiny | Thiên Trường Stadium, Nam Định |
|                |        |     |          |                                |

| 8 grudnia 2010 | Wietnam · Nguyễn Vũ Phong 32' | 1:0 | Singapur | Stadion Narodowy Mỹ Đình, Hanoi |
|                |                               |     |          |                                 |

### Faza pucharowa

#### Półfinały

##### Pierwsze mecze
| 15 grudnia 2010 | Malezja · Mohd Safee Mohd Sali 60', 79' | 2:00:0 | Wietnam | Stadion Narodowy Bukit Jalil, Kuala Lumpur |
|                 |                                         |        |         |                                            |

| 16 grudnia 2010 | Filipiny | 0:1 | Indonezja · 32' Cristian Gonzáles | Gelora Bung Karno Stadium, Jakarta |
|                 |          |     |                                   |                                    |

##### Rewanże
| 18 grudnia 2010 | Wietnam | 0:0 | Malezja | Stadion Narodowy Mỹ Đình, Hanoi |
|                 |         |     |         |                                 |

Malezja wygrała 2-0
| 19 grudnia 2008 | Indonezja · Cristian Gonzáles 43' | 1:00:0 | Filipiny | Gelora Bung Karno Stadium, Jakarta |
|                 |                                   |        |          |                                    |

Indonezja wygrała 2-0

#### Finał

##### Pierwszy mecz
| 26 grudnia 2010 | Malezja · Mohd Safee Mohd Sali 61', 73' · Mohd Ashaari Shamsuddin 68' | 3:00:0 | Indonezja | Stadion Narodowy Bukit Jalil, Kuala Lumpur |
|                 |                                                                       |        |           |                                            |

##### Rewanż
| 29 grudnia 2010 | Indonezja · Mohammad Nasuha 72' · Muhammad Ridwan 87' | 2:10:0 | Malezja · 54' Mohd Safee Mohd Sali | Gelora Bung Karno Stadium, Jakarta |
|                 |                                                       |        |                                    |                                    |

Malezja wygrała 4-2
| AFF Suzuki Cup 2010 |
| ------------------- |
| MALEZJA 1. TYTUŁ    |

## Nagrody
| MVP          | Złoty But            | Fair Play |
| ------------ | -------------------- | --------- |
| Firman Utina | Mohd Safee Mohd Sali | Filipiny  |

## Strzelcy
| Bramki          | Strzelcy                         |
| --------------- | -------------------------------- |
| 5               | Mohd Safee Mohd Sali             |
| 3               | 2 zawodników                     |
| 2               | 12 zawodników                    |
| 1               | 15 zawodników                    |
| gole samobójcze | Mohd Asraruddin Putra Omar (vs ) |